# Pablo Medel
Pablo Medel es un escritor, músico y profesor de literatura, radicado en México desde 2015.

## Biografía
Tras cursar Creación Literaria y Humanidades en la Escuela de Letras de Madrid, presenta el libro de poemas Paraíso en ruinas (Primor, 2007) y, posteriormente, crea la banda Medelia, con la que edita varios discosentre 2010 y 2012.
Al terminar los estudios de Literatura Comparada en la Universidad Complutense de Madrid, se publica su primera novela El principio de Pascal (Diente de Perro, 2016), una crítica ficcional a la sociedad posmoderna; a la que seguiría La espiral esférica(Inventa, 2019), título que versa sobre la migración y el choque cultural inverso, ambas reeditadas en 2022 en versión electrónica y audiolibros por el Grupo Egmont. Dos años después, se publica Mushuc(Katakana, 2024), una novela coral de historias cruzadas, ambientada en Comitán, que transcurre durante el año previo al levantamiento zapatista.
Después de una década de enseñanza con adolescentesy colaborar en diferentes medios como crítico literario, se doctora en Lenguas, Culturas, Literaturas y sus Aplicaciones por la Universidad Politécnica de Valencia sobre la intertextualidad en la narrativa breve; y continua impartiendo talleres de escritura creativa tanto en España como en México,donde trabaja como profesor de Humanidades en el Tecnológico de Monterrey y en la Universidad de las Américas Puebla en Cholula. 

## Obras

### Narrativa
- El principio de Pascal (Diente de Perro, 2016, novela).
- ¿Pero quién nos curará del fuego sordo?, cuento en la antología de ciencia-ficción, 2084 (Inventa, 2016).
- La espiral esférica (Inventa, 2019, novela).
- Mushuc (Katakana, 2024, novela).

### Poesía
- Paraíso en ruinas (Primor, 2007).
- Tratado del aire  (Las pistolas de Jarry, 2019), junto a Arturo Martí y Dani Herrera.
- Tijeras (Las quince letras, 2024).

### Traducción
- Maggie: una chica de la calle, de Stephen Crane (Escolar, 2021).

### Música
- Light Breaks Where No Sun Shines (La trastienda, 2010).
- Non-Places: Road to Yoknapatawpha (Art de Troya, 2012).[13]